# Адмир Аджем
Адмир Аджем (босн. Admir Adžem, нар. 25 березня 1973, Сараєво, СФР Югославія) — боснійський футболіст та тренер, виступав на позиції захисника. На даний час — головний тренер клубу «Желєзнічар» (Сараєво).

## Клубна кар'єра
Вихованець клубу «Желєзнічар» (Сараєво). Перший тренер — Ненад Старовлах, разом з ним свій футбольний шлях розпочинали такі відомі боснійські футболісти як Е.Балич, Пехливанович, Карич, Додик, Гросо, Радич, Хасанспахич, Селімбегович. Проте з початком Боснійської війни ця команда розпалася, після чого Аджем поїхав до «Загреба». Після свого повернення до «Желєзнічара» (Сараєво) виграв чемпіонат БіГ, а також разом з командою виступав у єврокубках. Згодом захищав кольори клубу «Джерзелез» (Зениця). У 2002 році виїхав до Польщі, де став гравцем польського клубу «Погонь» (Щецин). У складі цього клубу 10 серпня 2002 року дебютував у польській Екстраклясі в поєдинку проти «Дискоболії» (Гродзиськ-Великопольський) (1:2).У 2003 році перейшов до іншого польського клубу, ГКС (Катовиці). У 2004 році на короткий період повернувся до рідного «Желєзнічара». З 2005 по 2007 роки захищав кольори іншого польського клубу, «Заглемб'є» (Сосновець). У 2007 році разом зі сосновецьким клубом здобув путівку до Екстракляси, після чого й завершив кар'єру футболіста.

## Кар'єра в збірній
Аджем — включаючи офіційні поєдинки — провів 14 матчів (відзначився одним голом) у складі збірної Боснії та Герцеговини в період з 1997 по 1999 роки. Під керівництвом головного тренера збірної Фуада Музуровича 22 лютого 1997 році дебютував у складі головної команди країни в товариському поєдинку проти В'єтнаму (4:0) в Куала-Лумпурі. Разом з ним у боснійській збірній дебютували й інші футболісти: Сенад Репух (ФК «Сараєво»), Джемо Смєчанин (ФК «Сараєво»), Джелалудин Мухаремович (ФК «Желєзнічар»), Самір Байтаревич (ФК «Рудар») та Нермин Важда («Босна»).
Загалом у складі боснійської збірної зіграв 98 матчів та відзначився 7-ма голами.

## Титули і досягнення
Гравець
- Чемпіон Боснії і Герцеговини (3):

«Желєзнічар»: 1997-98, 2000-01, 2001-02
- Володар Кубка Боснії і Герцеговини (1):

«Желєзнічар»: 2000-01
- Володар Суперкубка Боснії і Герцеговини (3):

«Желєзнічар»: 1998, 2000, 2001
Тренер
- Володар Кубка Боснії і Герцеговини (1):

«Желєзнічар»: 2017-18